# 柴田真果
柴田 真果（しばた みか、1994年6月7日 - ）は、日本の元女子バレーボール選手。

## 来歴
京都府京都市出身。母と姉の影響を受けて小学2年生からバレーボールを始めた。京都市立烏丸中学校を卒業後、バレーボールの名門校である京都橘高校に進学し、3年次には主将を務め、春高バレー、インターハイなどで活躍した。日本体育大学に進学し、2年次に全日本インカレで21年ぶりの優勝を果たした。3年次にはアンダーカテゴリーの日本代表に選出され、U23世界選手権に出場し、4位となった。2017年1月にJTマーヴェラスの内定選手となり、同年2月のVプレミアリーグ・東レ戦でVリーグデビューを果たした。
2017年にユニバーシアード代表候補となり、7月にベトナムで開催されたVTVカップに出場。優勝に大きく貢献しベストセッターに選出された。本大会となるユニバーシアード（2017/台北）では主力セッターとして活躍し、11大会ぶりの銀メダル獲得に貢献した。
2018/19シーズンからチーム副主将を務める。
2022年、日本代表登録メンバーに選出された。
2022年5月31日をもってJTマーヴェラスを退団した。2022年6月7日、28歳となる自身の誕生日に、自身のSNSでフランスのリーグAに所属するヴァンドゥーヴル・ナンシーに移籍すると発表した。数年前から海外でプレーしたいという希望を持っていたと話している。
2022年8月、日本代表としてAVCカップに出場し優勝に貢献し、自身もMVPを受賞した。
2023年、2022/23シーズン終了をもってヴァンドゥーヴル・ナンシーを退団した。
2023年9月29日、2023/24シーズンの新規加入（移籍）選手として、ヴィクトリーナ姫路への入団が発表された。
2025年5月、2024-25シーズン限りでの現役引退が発表された。6月にヴィクトリーナ姫路のコーチに就任。

## 球歴
- 日本代表 （2022-2023年）
  - ネーションズリーグ - 2023年
  - AVCカップ - 2022年
- 全日本U-23代表  2015年
  - 2015年 - 第2回U-23世界選手権 4位
- ユニバーシアード代表 2017年
  - 2017年 - VTVカップ 金メダル
  - 2017年 - ユニバーシアード（2017/台北）銀メダル

## 所属チーム
- 京都市立烏丸中学校
- 京都橘高等学校
- 日本体育大学
- JTマーヴェラス（2017-2022年）
- ヴァンドゥーヴル・ナンシー (fr) （2022-2023年）
- ヴィクトリーナ姫路 #5（2023-2025年）

## 受賞歴
- 2017年 - VTVカップ ベストセッター
- 2022年 - AVCカップ MVP

## 個人成績
Vプレミアリーグレギュラーラウンドにおける個人成績は下記の通り。
| シーズン | 所属 | 出場 | 出場   | アタック | アタック | アタック | アタック | ブロック | ブロック | サーブ | サーブ | サーブ | サーブ | レセプション | レセプション | 総得点 | 備考 |
| -------- | ---- | ---- | ------ | -------- | -------- | -------- | -------- | -------- | -------- | ------ | ------ | ------ | ------ | ------------ | ------------ | ------ | ---- |
| シーズン | 所属 | 試合 | セット | 打数     | 得点     | 決定率   | 効果率   | 決定     | /set     | 打数   | エース | 得点率 | 効果率 | 受数         | 成功率       | 総得点 | 備考 |
| 2016/17  | JT   | 3    | 0      | 0        | 0        | 0.0%     | %        | 0        | 0.00     | 0      | 0      | 0.00%  | 0.0%   | 0            | 0.0%         | 0      |      |
| 2017/18  | JT   | 4    | 15     | 5        | 3        | 60.0%    | %        | 0        | 0.00     | 42     | 3      | %      | 16.7%  | 0            | 0.0%         | 6      |      |
| 2018/19  | JT   |      |        |          |          | %        | %        |          |          |        |        | %      | %      |              | %            |        |      |